# Public History Weekly
Die in Boston und Berlin verlegte Zeitschrift Public History Weekly. The Open Peer Review Journal (kurz PHW) ist eine geschichtswissenschaftliche Fachzeitschrift mit dem Schwerpunkt Public History. Die letzte Ausgabe erschien im Oktober 2023.

## Zum Konzept
Public History Weekly wurde 2013 im De Gruyter Oldenbourg Verlag in Kooperation mit der Pädagogischen Hochschule FHNW (Basel u. a.) begründet. 2016 bis 2020 waren die Universitäten in Wrocław, Wien und die Pädagogische Hochschule Luzern weitere Partner. Seit Oktober 2021 sind die finanzierenden Kooperationspartner die Universitäten Wien und Luzern sowie der De Gruyter Verlag. Die Zentralredaktion hat ihren Sitz seitdem in Wien.
PHW publiziert seine Beiträge sehr häufig multilingual (seit September 2014), durchgehend Englisch, sehr oft auch auf Deutsch, immer wieder auch Französisch, Russisch, Spanisch, Türkisch usw.
Die weltweite Reichweite der Zeitschrift beläuft sich auf durchschnittlich 15'000 unique clients pro Monat (2021).
Die Pionierleistung der Zeitschrift liegt vor allem in ihrer Interaktivität: Jeder Beitrag kann kommentiert werden, die jeweiligen Autoren sind angehalten, jeweils zusammenfassend zu antworten. Public History Weekly arbeitet auf Basis des Open-Peer-Review-Verfahrens, zu den bisher 464 mehrsprachigen Artikeln sind auf diese Weise 707 in der Regel ausführliche Rückmeldungen publiziert worden.
Die Erscheinungsweise ist wöchentlich, mit einem Initialbeitrag am Donnerstagmorgen. Als Zielgruppe der Zeitschrift wird generell eine interessierte Öffentlichkeit betrachtet, insbesondere aber auch Wissenschaftler der beteiligten Disziplinen, Lehrpersonen und Studierende.
Public History Weekly hat bisher Beiträge von 196 Autoren aus 34 Ländern von 6 Kontinenten publiziert.
Dem Advisory Board gehören u. a. Gudrun Gersmann (Köln), T. Mills Kelly (Fairfax), Claudine Moulin (Trier) an.
Zu den Herausgebern zählen Marko Demantowsky (Wien, geschäftsführend), Peter Gautschi (Luzern), Thomas Hellmuth (Wien), Krzysztof Ruchniewicz (Wrocław/Breslau), Christian Bunnenberg (Bochum), Jasmine Alinder (Santa Cruz, USA), Bassel Akar (Beirut), Caitriona Ní Cassaithe (Dublin), Alan S. Christy (Santa Cruz, USA), Arthur Chapman (London), Tanya Evans (Sydney), Moritz Hoffmann (Walldorf), Michel Kobelinski (Curitiba), Catalina Muñoz Rojas (Bogotá), Courtney Ann Neaveill (Berlin), Irina M. Savelieva (Moskau), Heather Sharp (Newcastle, NSW), Andrej Volodin (Moskau), Cord Arendes und Stefanie Samida (Heidelberg), Olaya Sanfuentes (Santiago de Chile) und Juniele Rabêlo de Almeida (Rio de Janeiro).